# Pierre Miquel
Cet article concerne l'historien spécialisé dans l'histoire de France. Pour l'historien de l'art, voir Pierre Miquel (historien de l'art).
Pour les articles homonymes, voir Miquel.
Pierre Miquel, né le 30 juin 1930 à Montluçon et mort le 26 novembre 2007 à Boulogne-Billancourt, est un historien et romancier français.

## Biographie

### Années de formation
Fils de chapeliers parisiens, Pierre Gabriel Roger Miquel naît au 43, rue Saint-Jean, à Montluçon, le 30 juin 1930 et grandit à Néris.
Il étudie au lycée Henri-IV à Paris, puis à la Sorbonne. Il passe l'agrégation d'histoire en 1955 ; il est aussi diplômé en philosophie. Plus tard, il obtient le doctorat ès lettres avec une thèse sur la Paix de Versailles et l’opinion publique française.

### Carrière universitaire
Il fut professeur aux lycées d’Avignon et de Melun puis au lycée Carnot, maître de conférences à Sciences Po (1960-1970), maître-assistant à l'université de Nanterre (1964-1970), puis maître de conférences à l'université de Lyon (1970-1971), et enfin professeur à Paris-Sorbonne, chargé de la communication de masse.

### Carrière dans les médias
Il mène en parallèle une carrière à la radio et à la télévision. Dans les années 1970, il est responsable de documentaires à l'ORTF puis Antenne 2, puis producteur sur France Inter de plusieurs séries historiques : Les Oubliés de l'histoire, Histoires de France et Les Faiseurs d'histoire.
Il a écrit un nombre considérable d'ouvrages d'histoire, destinés à un large public, portant principalement sur la France au XXe siècle, mais aussi sur la période napoléonienne, sans s'interdire des incursions dans d'autres périodes (Les Guerres de Religion, 1980 ; Vincent de Paul, 1996, etc.). Il a publié aussi des romans et plusieurs essais.

### Mort
Il est victime d'une hémorragie cérébrale en novembre 2005 qui le laissera gravement paralysé. Il meurt à 77 ans le 26 novembre 2007, soigné jusqu'à sa mort dans un établissement de l'Office national des anciens combattants (ONAC) à Boulogne-Billancourt. Il est inhumé au cimetière d'Athis-Mons, dans l'Essonne, sous une dalle anonyme. En effet, quasiment un an après sa mort, rien ne signale, pas même son nom, sa présence en bordure de la division H du cimetière.

## Apport à l'histoire contemporaine
Auteur très prolifique, il a écrit plus de 110 ouvrages. Son premier livre, L’Affaire Dreyfus est publié en 1959, suivi en 1961 de Poincaré. Il rencontre le succès avec son Histoire de la France en 1976. Deux ans plus tard, il se plonge dans les archives de la Grande Guerre qui viennent de s'ouvrir et devient un des spécialistes de l'histoire de la Première Guerre mondiale, à laquelle il consacrera de nombreux livres.

## Distinctions
- Officier de la Légion d'honneur
- Commandeur de l'ordre national du Mérite
- Commandeur de l'ordre des Arts et des Lettres
- Chevalier de l'ordre des Palmes académiques

## Œuvres

### Ouvrages d'histoire
- L'Affaire Dreyfus, PUF, 1959
- Raymond Poincaré, Fayard, 1961 (Prix Broquette-Gonin (littérature) de l'Académie française 1962)
- La Paix de Versailles et l'opinion publique française, thèse d'État publiée dans la « Nouvelle Collection scientifique » dirigée par Fernand Braudel, Flammarion, 1972 (Prix Broquette-Gonin (littérature) de l'Académie française)
- Les Souvenirs de Raymond Poincaré, publication critique du XIe tome avec Jacques Bariéty, Plon, 1973
- Histoire de la France, Fayard, 1976 (Prix M. et Mme Louis-Marin de l'Académie française)
- La Véritable Histoire des Français, F. Nathan, 1977
- Les oubliés de l'Histoire, Nathan, 1978
- Les Guerres de Religion, Fayard, 1980 (Prix Marie-Eugène Simon-Henri-Martin de l'Académie française)
- Nouvelles Histoires de France, Fayard, 1981
- Les Faiseurs d'histoire - De Crésus à Jeanne d'Arc, Fayard, 1982
- Les Faiseurs d'histoire - D'Isabelle la Catholique à Catherine la Grande, Fayard, 1982
- La Grande Guerre, Fayard, 1983 (Grand prix Gobert de l'Académie française 1984)
- Histoire de la radio et de la télévision, Perrin, 1984
- La Seconde Guerre mondiale, Fayard, 1986
- La Grande Révolution, Plon, 1988
- La Troisième République, Fayard, 1989
- Les Gendarmes, Olivier Orban, 1990
- La Campagne de France de Napoléon, éd. de Bartillat, 1991
- Le Second Empire, Plon, 1992
- Petites histoires des stations de métro, Albin Michel, 1993
- La Guerre d'Algérie, Fayard, 1993
- Les Derniers Rois de l'Europe, Robert Laffont, 1993
- Les Polytechniciens, Plon, 1994
- Histoire des canaux, fleuves et rivières de France, Édition°1, 1994
- Les Quatre-Vingts, Fayard, 1995
- Les Compagnons de la Libération, Denoël, 1995
- Mourir à Verdun, Tallandier, 1995
- Vincent de Paul, Fayard, 1996
- "Je fais la guerre", Clemenceau, le père la victoire, Tallandier , 1996
- Le Chemin des Dames, Perrin, 1997
- 1937, au lendemain du Front Populaire, Denoël, 1997
- La Victoire de 1918, Tallandier, 1998
- Les Poilus d'Orient, Fayard, 1998
- La grande guerre au jour le jour, Fayard, 1998
- Histoire du monde contemporain, Fayard, 1991, 1999
- Vive la République, quand même !, Fayard, 1999
- Ce siècle avait mille ans, Albin Michel, 1999 (Prix d'histoire de la Société des gens de lettres)
- Mille ans de malheur, Les grandes épidémies du millénaire, Lafon, 1999
- La Main courante - Les Archives Indiscrètes De La Police Parisienne 1900-1945, Albin Michel, 1999.
- L'épopée des taxis de la Marne, Chasse au Snark, 1999
- Les Poilus, Plon, 2000
- Le Gâchis des généraux : Les erreurs de commandement pendant la guerre de 14-18, Plon, 2001.
- Les Oubliés de la Somme, Tallandier, 2001
- Les 16 majeurs de l'Histoire, Balland, 2002
- Je fais la guerre Clemenceau, Tallandier, 2002
- Les Mensonges de l'Histoire, Perrin, 2002
- Les Anarchistes, Albin Michel, 2003
- La Bataille de la Marne, Plon, 2003
- L'Exode, Plon, 2003
  - L'Exode 10 mai - 20 juin 1940, Le Livre de poche
- Vive la France, Seguier, 2003
- Austerlitz, Albin Michel, 2005, prix littéraire de l'Armée de Terre Erwan Bergot
- La Butte sanglante, Plon
- Gendarmes des destins incroyables, Le Cherche Midi
- 14-18 Mille images inédites, Chêne

### Romans, essais, chroniques
- Lettre ouverte aux bradeurs de l'histoire, Albin Michel, 1975
- Histoires de France, Chroniques de France Inter, Fayard, 1981 (prix Sola Calbiati de l'Hôtel de Ville de Paris)
- Les Hommes de la Grande Guerre, Chroniques de France Inter, Fayard, 1987
- La Lionne de Belfort, Belfond, 1987 (roman)
- Vive la France!, Séguier, 1987
- Le Fou de Malicorne, Belfond (prix Guillaumin, conseil général de l'Allier), 1990 (roman)
- Le Magasin de chapeaux, Albin Michel, 1992 (roman)
- Le Jeune Homme au foulard rouge, Albin Michel, 1994 (roman)
- Vive la République, quand même !, Fayard, 1999
- Les Aristos, Albin Michel, 1999
- L'Agriculture française, Belfond, 2000
- Les Rois de l'Élysée, Fayard, 2001
- Les Amoureux du Brevent, Albin Michel, 2001 (roman)
- Les Enfants de la Patrie, Fayard, 2002 (suite romanesque)
  - Les Pantalons rouges
  - La Tranchée
  - Le Serment de Verdun
  - Sur le Chemin des Dames
- La Poudrière d'Orient, Fayard, 2004 (suite romanesque)
  - L'Enfer des Dardanelles
  - Le Vent mauvais de Salonique
  - Le Guêpier macédonien
  - Le Beau Danube bleu
- La liberté guidait leurs pas, Fayard, 2005 (suite romanesque)
  - Les Bleuets de Picardie
  - La Marne au cœur
  - Les Mariés de Reims
  - Le clairon de la Meuse
- Pierre Miquel avait raconté son enfance à Montluçon dans la collection radiophonique Les Contes de la Mémoire enregistrés par FR3 Auvergne Radio (1980)
- Les Contes de la Mémoire - 10 épisodes du 16 au 20 juin et du 23 au 27 juin 1980 - INA Bry-sur -Marne.